# Satulung
Satulung là một xã thuộc hạt Maramureș, România. Dân số thời điểm năm 2002 là 5426 người.